# Rozstaw przylądkowy
Rozstaw przylądkowy – rozstaw szyn, w którym odległość między wewnętrznymi powierzchniami główek szyn wynosi 1067 mm. Istnieje na świecie około 112 000 km linii kolejowych na których jest stosowany, Koleje o tym rozstawie są klasyfikowane jako wąskotorowe, jednak w wielu krajach prowadzony jest po nich normalny ruch dalekobieżny (Australia, Japonia), a nawet stanowią jedyny standard w kraju (Południowa Afryka). W takich przypadkach jako koleje wąskotorowe są klasyfikowane koleje o rozstawie mniejszym niż 1067 mm.
Po raz pierwszy rozstaw przylądkowy został zastosowany w Południowej Afryce w Kraju Przylądkowym (od którego pochodzi nazwa rozstawu) w roku 1873.

## Kraje używające rozstawu przylądkowego
Jeżeli nie jest napisane inaczej rozstaw przylądkowy jest standardem kolei dalekobieżnej w danym kraju

### Afryka
- Angola
- Botswana
- Demokratyczna Republika Konga
- Malawi
- Mozambik
- Namibia
- Nigeria
- RPA
- Sudan (zobacz też:Kolej w Sudanie)
- Sudan Południowy (zobacz też:Kolej w Sudanie Południowym)
- Tanzania (Linia Tazara - Dar es Salaam-Zambia)
- Zambia
- Zimbabwe

### Ameryka
- Ekwador
- USA (rozstaw kolei przemysłowych)

### Azja
- Indonezja
- Japonia (rozstaw standardowy obok 1435 mm)
- Rosja (wyspa Sachalin, w trakcie konwersji na 1520 mm)
- Tajwan

### Oceania
- Australia (jeden z trzech krajowych standardów)
- Nowa Zelandia